# Abuta longa
Abuta longa är en tvåhjärtbladig växtart som beskrevs av Krukoff och Barneby. Abuta longa ingår i släktet Abuta och familjen Menispermaceae. Inga underarter finns listade i Catalogue of Life.